# Guy Accoceberry

a Compétitions nationales et continentales officielles uniquement.

b Matchs officiels uniquement.
Dernière mise à jour le 23 août 2009.
Guy Accoceberry (Acco), né le 5 mai 1967 à Vittel, est un joueur international français de rugby à XV évoluant au poste de demi de mêlée.
En club, il porte les maillots de l'US Tyrosse et du CA Bordeaux Bègles.
Guy Accoceberry a inscrit à son palmarès un Grand Chelem en 1997, une troisième place à la Coupe du monde de rugby à XV 1995. Il a disputé 19 matchs en équipe de France de 1994 à 1997.

## Biographie

### Carrière de joueur
Guy Accoceberry commence sa carrière à l'US Tyrosse où il joue sept ans en première division entre 1987 et 1993 avant de rejoindre le Club athlétique Bordeaux Bègles Gironde, il y occupe le poste de demi de mêlée. 
Il est alors sélectionné à 19 reprises en équipe de France, de 1994 à 1997, alors qu'il est concurrencé notamment par Fabien Galthié et Philippe Carbonneau,. 
Guy Accoceberry reçoit sa première cape à l'âge de 27 ans le 26 juin 1994,. Il est retenu pour affronter les Néo-Zélandais à Christchurch, la France s'impose 23-20. Il dispute également le match suivant, il est alors le dernier passeur pour Jean-Luc Sadourny sur l'essai de la victoire resté dans les mémoires. La France vient de remporter les deux test matchs disputés en Nouvelle-Zélande.
Guy Accoceberry dispute le Tournoi des Cinq Nations 1995 comme titulaire, il dispute les quatre rencontres. Il joue deux parties comme titulaire lors des matchs de poule de la Coupe du monde de rugby à XV 1995 avant de se blesser (fracture du cubitus gauche). 
En 1995, il gagne la coupe Latine et en 1997, il remporte le Grand Chelem.
Il termine sa carrière sportive en 1999, à l'âge de 32 ans.

## Reconversion, autres activités
Guy Accoceberry est pharmacien, il tient une officine, associé avec son épouse Stéphanie,. Il est également conseiller municipal de Bordeaux de 2008 à 2020, chargé du sport de haut niveau auprès d'Arielle Piazza, adjointe au maire chargée du sport, de la jeunesse et de la vie étudiante et consultant sur ARL, France Bleu Gironde et Franceinfo,,.

## Palmarès
Guy Accoceberry participe à une Coupe du monde, avec une place de troisième en 1995. Il remporte également un Tournoi des Cinq Nations en 1997, en réussissant à réaliser le Grand Chelem.

## Statistiques

### Tournoi des Cinq Nations
| Édition           | Rang | Résultats France | Résultats Accoceberry | Matchs Accoceberry |
| ----------------- | ---- | ---------------- | --------------------- | ------------------ |
| Cinq Nations 1995 | 3    | 2 v, 0 n, 2 d    | 2 v, 0 n, 2 d         | 4/4                |
| Cinq Nations 1996 | 3    | 2 v, 0 n, 2 d    | 1 v, 0 n, 1 d         | 2/4                |
| Cinq Nations 1997 | 1    | 4 v, 0 n, 0 d    | 1 v, 0 n, 0 d         | 1/4                |

Légende : v = victoire ; n = match nul ; d = défaite ; la ligne est en gras quand il y a Grand Chelem.

### Coupe du monde
| Édition             | Rang      | Résultats France | Résultats Accoceberry | Matchs Accoceberry |
| ------------------- | --------- | ---------------- | --------------------- | ------------------ |
| Afrique du Sud 1995 | Troisième | 5 v, 0 n, 1 d    | 2 v, 0 n, 0 d         | 2/6                |

Légende : v = victoire ; n = match nul ; d = défaite.